# Estación multimodal La Magdalena
La Estación Multimodal ''La Magdalena'' es un complejo de transporte urbano de la ciudad de Quito, ubicado en la parroquia homónima al centro-sur de la urbe. En el predio donde se construyó antes funcionaba un complejo deportivo del Cuerpo de Ingenieros del Ejército, se encuentra flanqueado por las avenidas Rodrigo de Chávez y Jacinto Collahuazo.
Al ser intermodal o integradora, la estación cumple la función de interconectar los diferentes sistemas de transporte de la ciudad pertenecientes al Sistema Integrado de Transporte Metropolitano (SITM-Q), tales como el Metro, Corredor Sur Occidental y Trolebús, además del sistema de autobuses público-privados.
El complejo de 26.750m² recibe su nombre del sector en el que se encuentra ubicado, perteneciente a la histórica Parroquia La Magdalena.

## Construcción
La estación multimodal La Magdalena forma parte del proceso constructivo de la Fase 1 del Metro de Quito y, junto con la estación El Labrador, serán las primeras infraestructuras construidas por la empresa española Acciona Infraestructuras, ganadora de la licitación convocada en agosto del 2012. El proyecto dio inicio en enero de 2013, con la donación del terreno por parte del Ministerio de Defensa, con lo que se procedió a derrocar las instalaciones deportivas que allí funcionaban para dar paso al desarrollo de las obras.

## Servicios
La estación tiene tres accesos: el primero en la avenida Rodrigo de Chávez, y los otros dos desde el interior de la estación subterránea. Además posee andenes que permiten la ubicación de terminales para buses convencionales o BRT, aceras para facilitar el desplazamiento de los pasajeros hacia las calles aledañas, amplios espacios verdes y peatonales integrados al parque que también se construyó, alumbrado público, señalización, sistemas de seguridad para los usuarios y otros servicios adicionales.

### Sistemas integrados
Los siguientes sistemas usan la estación como su destino principal de transferencia:
- Corredor Sur Occidental, que utiliza la estación como parada de integración.
- Metro, mediante la estación subterránea La Magdalena.

Mientras que los siguientes la usan, o se prevé como centro de interconexiones a sus respectivos sistemas:
- Corredor Trolebús.
- Corredor Sur Oriental.
- BiciQuito.[4]
- Autobuses público-privados.

## Estaciones

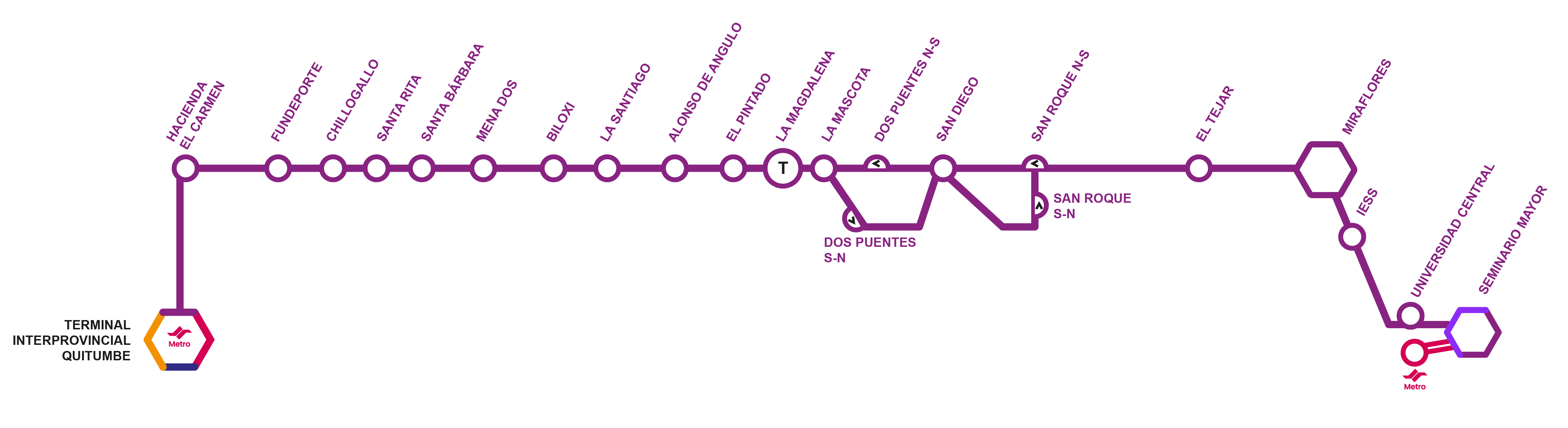
Mapa del Corredor Sur Occidental

| Leyenda                                                    |
| ---------------------------------------------------------- |
| Servicio 24 horas                                          |
| Servicio 05:30 - 22:30                                     |
| Accesiblidad para personas con discapacidades              |
| Información                                                |
| N Únicamente hacia el norte                                |
| S Únicamente hacia el sur                                  |
| N/S Las estaciones hacia el norte y el sur están separadas |
| Baños                                                      |
| Wifi gratuito                                              |
| Restaurantes                                               |
| Integración con Metro de Quito                             |

| Estación                               | Tipo        | Estado  | Servicios                  |
| -------------------------------------- | ----------- | ------- | -------------------------- |
| CORREDOR SUR OCCIDENTAL                |             |         |                            |
| Estación Multimodal ''La Magdalena''   | Multimodal  | Abierta | Acceso para discapacitados |
| Parada de Integración ''La Magdalena'' | Integración | Abierta | Acceso para discapacitados |
| El Pintado                             | Parada      | Abierta | Acceso para discapacitados |
| Alonso de Angulo                       | Parada      | Abierta | Acceso para discapacitados |
| La Santiago                            | Parada      | Abierta | Acceso para discapacitados |
| Biloxi                                 | Parada      | Abierta | Acceso para discapacitados |
| Mena 2                                 | Parada      | Abierta | Acceso para discapacitados |
| Santa Bárbara                          | Parada      | Abierta | Acceso para discapacitados |
| Santa Rita                             | Parada      | Abierta | Acceso para discapacitados |
| Chillogallo                            | Parada      | Abierta | Acceso para discapacitados |
| Fundeporte                             | Parada      | Abierta | Acceso para discapacitados |
| Hda. El Carmen                         | Parada      | Abierta | Acceso para discapacitados |
| Terminal Terrestre Quitumbe            | Multimodal  | Abierta | Acceso para discapacitados |

## Circuitos, Rutas Alimentadoras, Ruta Intraparroquial desde la Estación Multimodal''La Magdalena''(El Metro de Quito) del corredor sur occidental
| Corredor Sur Occidental (Estación Multimodal ''La Magdalena'') | Corredor Sur Occidental (Estación Multimodal ''La Magdalena'')                             | Corredor Sur Occidental (Estación Multimodal ''La Magdalena'') |
| Código                                                         | Línea                                                                                      | Operadora/s                                                    |
| -------------------------------------------------------------- | ------------------------------------------------------------------------------------------ | -------------------------------------------------------------- |
| T2                                                             | E.''La Magdalena''- Terminal Terrestre Quitumbe                                            | Latina, San Francisco, Setramas, Juan Pablo II, Secuatrans     |
| R11                                                            | Parada de Integración ''La Magdalena'' - La Merced                                         | San Francisco                                                  |
| R8                                                             | E.''La Magdalena'' - Chilibulo - Paraíso del Sur                                           | Pichincha                                                      |
| MG - 16                                                        | E.''La Magdalena'' - La Forestal                                                           | Juan Pablo I                                                   |
| MG - 51                                                        | E.''La Magdalena'' - La Loma - Atucucho                                                    | San Carlos                                                     |
| MG - 89                                                        | E.''La Magdalena''- La Roldos - Parque Curiquingue                                         | San Carlos                                                     |
| MG - 88                                                        | E.''La Magdalena'' - Estadio La Liga - T.Ofelia                                            | San Carlos                                                     |
|                                                                | E.''La Magdalena'' - Villaflora - Puengasi - Conocoto - A.Zonal Los Chillos - Santa Isabel | Libertadores del Valle                                         |

## Rutas Intraterminales del Corredor Sur Occidental
- Terminal Terrreste de Quitumbe - Estación La Magdalena

## Rutas Intraparroquiales desde la Estación Multimodal La Magdalena (El Metro de Quito)
- Estación ''La Magdalena'' - Villaflora - Puengasi - Conocoto - A.Zonal Los Chillos - Barrio Santa Isabel